# Пелеріса
Пелері́са (Факру, грец. Πελέρισσα) — острів у західній частині Егейського моря, належить до островів Північні Споради. Територіально належить до муніципалітету Алонісос ному Магнісія периферії Фессалія.
Розташований при вході в затоку Кіра-Паная однойменного острова. На південно-західному кінці збудовано маяк.